# Л'івія
Л'івія (кат. Llívia, вимова літературною каталанською ['ʎiβiə], у північнокаталанському діалекті ['ʎiβi]) — муніципалітет, розташований в Автономній області Каталонія, в Іспанії. Код муніципалітету за номенклатурою Інституту статистики Каталонії — 170947. Знаходиться в районі (кумарці) Башя-Сарданья (коди району — 15 та CD) провінції Жирона, згідно з новою адміністративною реформою перебуватиме в складі баґарії (округи) Ал-Пірінеу і Баль-д'Аран. 

## Назва муніципалітету
Назва доримського походження. Л'івія, можливо, була найбільшим містом племені серетанів, яке римляни називали Julia Lybica. У середньовіччі перша зафіксована форма — Levia.

## Населення
Населення міста (у 2007 р.) становило 1.517 осіб (з них менше 14 років — 12,7%, від 15 до 64 —  74,2%, понад 65 років — 13,1%). У 2006 р. народжуваність склала 18 осіб, смертність — 13 осіб, зареєстровано 7 шлюбів. У 2001 р. активне населення становило 548 осіб, з них безробітних — 24 особи.

Серед осіб, які проживали на території міста у 2001 р., 773 народилися в Каталонії (з них 407 осіб у тому самому районі, або кумарці), 159 осіб приїхало з інших областей Іспанії, а 74 особи приїхали з-за кордону. 

Вищу освіту має 11,9% усього населення. 

У 2001 р. нараховувалося 423 домогосподарства (з них 35,9% складалися з однієї особи, 24,6% з двох осіб,17,5% з 3 осіб, 14,7% з 4 осіб, 5,0% з 5 осіб, 0,9% з 6 осіб, 1,2% з 7 осіб, 0,2% з 8 осіб і 0,0% з 9 і більше осіб).

Активне населення міста у 2001 р. працювало в таких сферах діяльності : у сільському господарстві — 8,0%, у промисловості — 7,1%, на будівництві — 21,9% і у сфері обслуговування - 63,0%. 

 У муніципалітеті або у власному районі (кумарці) працює 389 осіб, поза районом — 226 осіб.

### Безробіття
У 2007 р. нараховувалося 30 безробітних (у 2006 р. — 26 безробітних), з них чоловіки становили 53,3%, а жінки — 46,7%.

## Економіка

### Підприємства міста

#### Промислові підприємства
| \| Промислові підприємства міста, за сферою діяльності \| Промислові підприємства міста, за сферою діяльності \| Промислові підприємства міста, за сферою діяльності \| \| Рік \| 2002 р. \| 2001 р. \| \| --------------------------------------------------- \| --------------------------------------------------- \| --------------------------------------------------- \| \| Енергетичні та водні ресурси \| 42,9% \| 28,6% \| \| Хімія та метали \| 0,0% \| 0,0% \| \| Переробка металів \| 14,3% \| 28,6% \| \| Продукти харчування \| 42,9% \| 42,9% \| \| Текстиль \| 0,0% \| 0,0% \| \| Виробництво меблів, видання \| 0,0% \| 0,0% \| \| Інше \| 0,0% \| 0,0% \| \| Усього підприємств \| 7 \| 7 \| |         |         |
| Промислові підприємства міста, за сферою діяльності |         |         |
| Рік | 2002 р. | 2001 р. |
| Енергетичні та водні ресурси | 42,9%   | 28,6%   |
| Хімія та метали | 0,0%    | 0,0%    |
| Переробка металів | 14,3%   | 28,6%   |
| Продукти харчування | 42,9%   | 42,9%   |
| Текстиль | 0,0%    | 0,0%    |
| Виробництво меблів, видання | 0,0%    | 0,0%    |
| Інше | 0,0%    | 0,0%    |
| Усього підприємств | 7       | 7       |

#### Роздрібна торгівля
| \| Підприємства роздрібної торгівлі міста, за сферою діяльності \| Підприємства роздрібної торгівлі міста, за сферою діяльності \| Підприємства роздрібної торгівлі міста, за сферою діяльності \| \| Рік \| 2002 р. \| 2001 р. \| \| ------------------------------------------------------------ \| ------------------------------------------------------------ \| ------------------------------------------------------------ \| \| Продукти харчування \| 46,9% \| 46,7% \| \| Одяг та взуття \| 9,4% \| 10,0% \| \| Товари для дому \| 6,2% \| 6,7% \| \| Книги та періодичні видання \| 3,1% \| 3,3% \| \| Промислова хімічна продукція \| 12,5% \| 13,3% \| \| Продукція, пов'язана з транспортними засобами \| 3,1% \| 0,0% \| \| Інше \| 18,8% \| 20,0% \| \| Усього підприємств \| 32 \| 30 \| |         |         |
| Підприємства роздрібної торгівлі міста, за сферою діяльності |         |         |
| Рік | 2002 р. | 2001 р. |
| Продукти харчування | 46,9%   | 46,7%   |
| Одяг та взуття | 9,4%    | 10,0%   |
| Товари для дому | 6,2%    | 6,7%    |
| Книги та періодичні видання | 3,1%    | 3,3%    |
| Промислова хімічна продукція | 12,5%   | 13,3%   |
| Продукція, пов'язана з транспортними засобами | 3,1%    | 0,0%    |
| Інше | 18,8%   | 20,0%   |
| Усього підприємств | 32      | 30      |

#### Сфера послуг
| \| Підприємства міста, що працюють у сфері послуг, за діяльністю \| Підприємства міста, що працюють у сфері послуг, за діяльністю \| Підприємства міста, що працюють у сфері послуг, за діяльністю \| \| Рік \| 2002 р. \| 2001 р. \| \| ------------------------------------------------------------- \| ------------------------------------------------------------- \| ------------------------------------------------------------- \| \| Гуртова торгівля \| 4,5% \| 3,8% \| \| Готелі та готельний бізнес \| 45,5% \| 48,8% \| \| Транспорт та зв'язок \| 4,5% \| 3,8% \| \| Посередницькі фінансові послуги \| 3,4% \| 3,8% \| \| Послуги підприємствам \| 5,7% \| 2,5% \| \| Послуги фізичним особам \| 14,8% \| 16,2% \| \| Нерухомість та ін. \| 21,6% \| 21,2% \| \| Усього підприємств \| 88 \| 80 \| |         |         |
| Підприємства міста, що працюють у сфері послуг, за діяльністю |         |         |
| Рік | 2002 р. | 2001 р. |
| Гуртова торгівля | 4,5%    | 3,8%    |
| Готелі та готельний бізнес | 45,5%   | 48,8%   |
| Транспорт та зв'язок | 4,5%    | 3,8%    |
| Посередницькі фінансові послуги | 3,4%    | 3,8%    |
| Послуги підприємствам | 5,7%    | 2,5%    |
| Послуги фізичним особам | 14,8%   | 16,2%   |
| Нерухомість та ін. | 21,6%   | 21,2%   |
| Усього підприємств | 88      | 80      |

## Житловий фонд
У 2001 р. 8,3% усіх родин (домогосподарств) мали житло метражем до 59 м2, 40,7% — від 60 до 89 м2, 32,6% — від 90 до 119 м2 і
18,4% — понад 120 м2.

З усіх будівель у 2001 р. 16,6% було одноповерховими, 36,1% — двоповерховими, 44,3
% — триповерховими, 2,2% — чотириповерховими, 0,9% — п'ятиповерховими, 0,0% — шестиповерховими,
0,0% — семиповерховими, 0,0% — з вісьмома та більше поверхами.

## Автопарк
| \| Автомобілі, зареєстровані у місті, за призначенням \| Автомобілі, зареєстровані у місті, за призначенням \| Автомобілі, зареєстровані у місті, за призначенням \| \| Рік \| 2006 р. \| 2005 р. \| \| -------------------------------------------------- \| -------------------------------------------------- \| -------------------------------------------------- \| \| Приватні автомобілі \| 58,2% \| 58,9% \| \| Мотоцикли \| 10,3% \| 9,7% \| \| Вантажівки \| 26,5% \| 26,6% \| \| Трактори \| 0,0% \| 0,0% \| \| Автобуси та ін. \| 5,0% \| 4,8% \| \| Усього автомобілів \| 1.114 шт. \| 1.044 шт. \| |           |           |
| Автомобілі, зареєстровані у місті, за призначенням |           |           |
| Рік | 2006 р.   | 2005 р.   |
| Приватні автомобілі | 58,2%     | 58,9%     |
| Мотоцикли | 10,3%     | 9,7%      |
| Вантажівки | 26,5%     | 26,6%     |
| Трактори | 0,0%      | 0,0%      |
| Автобуси та ін. | 5,0%      | 4,8%      |
| Усього автомобілів | 1.114 шт. | 1.044 шт. |

## Вживання каталанської мови
У 2001 р. каталанську мову в місті розуміли 99,2% усього населення (у 1996 р. — 99,5%), вміли говорити нею 90,4% (у 1996 — 
92,4%), вміли читати 87,2% (у 1996 р. — 86,4%), вміли писати 52,5
% (у 1996 р. — 47,8%). Не розуміли каталанської мови 0,8%.

## Політичні уподобання
У виборах до Парламенту Каталонії у 2006 р. взяло участь 547 осіб (у 2003 р. — 600 осіб). Голоси за політичні сили розподілилися таким чином:
| \| Вибори до Парламенту Каталонії \| Вибори до Парламенту Каталонії \| Вибори до Парламенту Каталонії \| \| Рік \| 2006 р. \| 2003 р. \| \| -------------------------------------- \| ------------------------------ \| ------------------------------ \| \| Конвергенція та Єднання (CiU) \| 49,0% \| 49,2% \| \| Соціалістична партія Каталонії (PSC) \| 15,2% \| 15,3% \| \| Народна партія (PP) \| 7,7% \| 11,7% \| \| Ініціатива за Каталонію — Зелені (ICV) \| 6,6% \| 2,3% \| \| Республіканська лівиця Каталонії (ERC) \| 16,6% \| 18,8% \| \| Громадяни — Громадянська партія (C's) \| 2,0% \| 0,0% \| \| Інші \| 2,9% \| 2,7% \| |         |         |
| Вибори до Парламенту Каталонії |         |         |
| Рік | 2006 р. | 2003 р. |
| Конвергенція та Єднання (CiU) | 49,0%   | 49,2%   |
| Соціалістична партія Каталонії (PSC) | 15,2%   | 15,3%   |
| Народна партія (PP) | 7,7%    | 11,7%   |
| Ініціатива за Каталонію — Зелені (ICV) | 6,6%    | 2,3%    |
| Республіканська лівиця Каталонії (ERC) | 16,6%   | 18,8%   |
| Громадяни — Громадянська партія (C's) | 2,0%    | 0,0%    |
| Інші | 2,9%    | 2,7%    |

У муніципальних виборах у 2007 р. взяло участь 599 осіб (у 2003 р. — 595 осіб). Голоси за політичні сили розподілилися таким чином:
| \| Муніципальні вибори \| Муніципальні вибори \| Муніципальні вибори \| \| Рік \| 2007 р. \| 2003 р. \| \| -------------------------------------- \| ------------------- \| ------------------- \| \| Конвергенція та Єднання (CiU) \| 0,0% \| 65,7% \| \| Соціалістична партія Каталонії (PSC) \| 34,2% \| 0,0% \| \| Народна партія (PP) \| 3,2% \| 0,0% \| \| Ініціатива за Каталонію — Зелені (ICV) \| 0,0% \| 0,0% \| \| Республіканська лівиця Каталонії (ERC) \| 62,6% \| 0,0% \| \| Громадяни — Громадянська партія (C's) \| 0% \| 0% \| \| Інші \| 0,0% \| 34,3% \| |         |         |
| Муніципальні вибори |         |         |
| Рік | 2007 р. | 2003 р. |
| Конвергенція та Єднання (CiU) | 0,0%    | 65,7%   |
| Соціалістична партія Каталонії (PSC) | 34,2%   | 0,0%    |
| Народна партія (PP) | 3,2%    | 0,0%    |
| Ініціатива за Каталонію — Зелені (ICV) | 0,0%    | 0,0%    |
| Республіканська лівиця Каталонії (ERC) | 62,6%   | 0,0%    |
| Громадяни — Громадянська партія (C's) | 0%      | 0%      |
| Інші | 0,0%    | 34,3%   |